# Lens-Lestang
Lens-Lestang é uma comuna francesa na região administrativa de Auvérnia-Ródano-Alpes, no departamento de Drôme. Estende-se por uma área de 16,41 km². Em 2010 a comuna tinha 917 habitantes (densidade: 55,9 hab./km²).